# Haut les filles
Pour plus de détails, voir Fiche technique et Distribution.
Haut les filles est un documentaire français, réalisé par François Armanet, sorti en 2019.

## Synopsis
La musique rock a connu un véritable tournant et une vraie réorientation ces dernières années grâce aux femmes. François Armanet donne la parole à dix chanteuses charismatiques qui retracent soixante ans de rock français, avec un regard également féministe.

## Fiche technique
Sauf indication contraire, les informations mentionnées dans cette section peuvent être confirmées par les bases de données cinématographiques IMDb et Allociné,  présentes dans la section « Liens externes ».
- Réalisation : François Armanet
- Scénario : François Armanet et Bayon
- Photographie : Nicolas Bordier, Romain Carcanade et Guillaume Schiffman
- Montage : Fabrice Rouaud
- Son : Frédéric de Ravignan, Rémi Daru
- Production : Édouard de Vésinne
  - Production exécutive : Frédéric Bruneel
  - Production associée : Alexia de Beauvoir
- Sociétés de production : Incognita Films, en coproduction avec Arte France Cinéma et l'INA
  - SOFICA : Cinéventure 4
- Société de distribution : Les Films du Losange
- Pays de production :  France
- Langue originale : français
- Format : couleur - 1,85:1
- Genre : documentaire
- Durée : 79 minutes
- Date de sortie : 
  - France : 3 juillet 2019

## Distribution
- Elisabeth Quin : narratrice
- Et, dans leurs propres rôles : 
  - Jeanne Added
  - Jehnny Beth
  - Lou Doillon
  - Brigitte Fontaine
  - Vanessa Paradis
  - Charlotte Gainsbourg
  - Françoise Hardy
  - Imany
  - Camélia Jordana
  - Elli Medeiros

## Accueil

### Critique
En France, le site Allociné recense une moyenne des critiques presse de 3/5.